# Chuschqadam
Chuschqadam (arabisch الظاهر سيف الدين خشقدم, DMG aẓ-Ẓāhir Saif ad-Dīn Ḫušqadam; geboren um 1402; gestorben am 9. Oktober 1467) war ein ägyptischer Herrscher. Er war von 1461 bis 1467 Sultan der Mamluken in Ägypten.

## Leben
Der in Kairo geborene Al-Malik az-Zahir Chuschqadam setzte Sultan Inals Sohn al-Mu'ayyad Ahmad bald nach dessen Inthronisierung ab und ließ ihn einsperren.
Obwohl, oder vielleicht gerade weil während seinem Sultanat Machtmissbrauch und Korruption blühten, konnte sich Chuschqadam sechs Jahre an der Macht halten.
Außenpolitisch war Chuschqadams Herrschaft von wachsenden Spannungen mit dem Osmanischen Reich geprägt. Der Sultan des Osmanischen Reiches, Mehmed II., hatte durch die Eroberung von Konstantinopel (1453) enorm an Ansehen gewonnen und sein gesteigertes Selbstbewusstsein floss in ideologisch-religiöse und territoriale Ambitionen ein, welche ihn in Anatolien auch mit der mamlukischen Einflusssphäre in Konflikt brachte, wobei dieser Konflikt unter Chuschqadams Sultanat noch hauptsächlich diplomatisch ausgetragen wurde.
Bereits 1461 hatte sich ein Haddsch-Pilger bei Mehmed II. über den schlechten Zustand der Wasserbrunnen entlang der Pilgerroute nach Mekka beschwert, woraufhin der osmanische Sultan Gesandte an die betreffenden mamlukischen Gouverneure schickte mit Geld für die nötigen Reparaturarbeiten, ohne aber die üblichen diplomatischen Geschenke als Zeichen des Respekts mitzuliefern, und außerdem dabei den direkten Weg eines Emissärs an den Mamlukensultan in Kairo umging. Überdies schickte Mehmed einen Boten zum mamlukischen Gouverneur von Aleppo und drohte ihm mit dem Einmarsch osmanischer Truppen auf mamlukischem Gebiet, sollte sich die schlechte Sicherheitslage auf den Straßen nach Jerusalem nicht verbessern. Damit versuchte der osmanische Sultan ganz bewusst, die traditionelle Autorität des Mamlukensultans über die Heiligen Stätten des Islams und die Pilgerwege dorthin zu untergraben.
Im selben Jahr hatte Mehmed II. mit dem Kaiserreich Trapezunt den letzten Nachfolgestaat des Byzantinischen Reichs erobert. Unter den zahlreichen ausländischen Würdenträgern, welche ihm danach in Konstantinopel ihre Glückwünsche überbrachten, fehlte jedoch ein mamlukischer Gesandter, was wahrscheinlich darauf zurückzuführen war, dass Chuschqadam in seinen ersten chaotischen Monaten als Sultan vollauf damit beschäftigt war, seine Herrschaft zu konsolidieren.
Drei Jahre später, im Jahr 1464, schickte Chuschqadam eine offensichtlich als Entschuldigungsgeste gedachte Gesandtschaft mit großzügigen Geschenken nach Konstantinopel, welche von Mehmed II. auch akzeptiert und mit einer osmanischen Gesandtschaft nach Kairo beantwortet wurde. Allerdings verweigerte der Botschafter Mehmeds bei der Audienz in Kairo am 4. Juni 1464 das von jedem ausländischen Gesandten eingeforderte Küssen des Fußbodens vor dem Mamlukensultan – angeblich, weil er in der Nacht vor der Audienz von den mamlukischen Kommandeuren schlecht behandelt worden war. Schlimmer noch: In seinem Begleitschreiben adressierte Mehmed den um dreißig Jahre älteren Mamlukensultan nicht, wie dies üblich gewesen wäre (und wie er es auch mit Chuschqadams Vorgänger Inal getan hatte), mit „Unser Vater, der Sultan der Heiligen Stätten“, sondern mit „Unser Bruder, der Diener der Heiligen Stätten“. Der osmanische Gesandte entschuldigte sich für diese Formulierungen damit, dass die Sekretäre Mehmeds wohl nicht mit der korrekten Anrede des Mamlukensultans vertraut seien, wurde aber dementsprechend weniger freundlich behandelt.
Dies wiederum bewirkte, dass einer mamlukischen Folgegesandtschaft in Konstantinopel im Dezember 1464, über die sich Chuschqadam eine Allianz mit Mehmed gegen Uzun Hasan, den Herrscher der turkmenischen Aq Qoyunlu erhofft hatte, der Erfolg versagt blieb. Uzun Hasan hatte sich nicht nur in die Erbstreitigkeiten der sechs Söhne des verstorbenen Karamaniden-Fürsten Ibrahim Bey im südzentralen Anatolien eingemischt, sondern auch die traditionell unter mamlukischer Kontrolle stehende Grenzstadt Gerger eingenommen. Die Stadt gab er zwar wieder an das Mamlukenreich zurück, forderte aber dafür eine großzügige „Entschädigung“. Unterdessen hatte sich auch Mehmed II. in die Erbstreitigkeiten unter den Karamaniden-Prinzen eingemischt, dabei den mit ihm verwandten Ahmed Bey favorisiert und – zu Chuschqadams Verdruss – Truppen zu seiner Unterstützung entsandt.
Auch in einem weiteren anatolischen Beylik, jenem der Dulkadir, das unmittelbar im Norden an die mamlukisch-syrische Grenze anschloss, gerieten die Interessen Mehmeds II. mit jenen Chuschqadams aneinander. Nachdem der Dulkadir-Bey Malik Arslan (1454–1465) von einem von Chuschqadam beauftragten Attentäter im Oktober 1465 während eines Freitagsgebets ermordet worden war, kam es zwischen seinen beiden Brüdern Şahbudak, der von Chuschqadam unterstützt wurde, und Şehsuvar, den Mehmed II. favorisierte, zum Kampf um das Erbe. Der Bürgerkrieg dauerte zwei Jahre, während der zahlreiche Gesandte zwischen Kairo und Konstantinopel unterwegs waren, um die belasteten Beziehungen der beiden Sultane zu verbessern. Aber Chuschqadam weigerte sich, Mehmeds Bitte zu entsprechen und Şahbudak seine Unterstützung zu entziehen, und als dieser schließlich im Oktober 1467 von seinem Bruder Şehsuvar besiegt und vertrieben wurde, war dies ein schwerer Schlag für die mamlukische Oberherrschaft in dieser Region, den Chuschqadam auch nicht mehr mit einem bereits seit September geplanten Feldzug wettmachen konnte, da er im Monat darauf völlig überraschend starb und das Mamlukenreich wie üblich für die nächsten Monate in Thronwirren versank.